# 文化放送プラス
文化放送プラス（ぶんかほうそうプラス）は、2008年9月29日から2011年3月31日まで行われていた、文化放送が制作している番組をデジタルラジオ推進協会が放送する地上デジタルラジオ実用化試験放送局のサービスであった。デジタルラジオのみのサービスで、文化放送プラスとしてはインターネット同時配信を行っていない（ただし、文化放送はradikoに参加しているため、一部番組を除き同様の放送がインターネット同時配信されている）。

## 聴取方法
- 地上デジタルラジオ実用化試験放送
  - 東京地区9303チャンネル

## 放送時間
- 月 - 土曜 6時 - 27時
- 日曜 6時 - 25時

## 文化放送プラスで聴取不可能な番組（2010年7月現在）
※ は超!A&G+で時差放送されている番組

### 平日
- 笑顔でおは天!!（5:00 - 6:00）
- 日野ミッドナイトグラフィティ 走れ!歌謡曲（27:00 - 29:00）

### 土曜日
- 文化放送ニュース（5:00 - 5:05）
- よくわかり裁判員裁判（5:05 - 5:15）
- 鈴木純子の遊々ミュージック（5:15 - 0:50）
- 録音風物誌（5:50 - 6:00）
- a-GENERATION（27:00 - 28:00）
- May'nのらじ☆たま（28:00 - 28:30）
- 工藤慎太郎 愛でいこうぜ!（28:30 - 29:00）

### 日曜日
- 文化放送ニュース・ニュースエスプレッソ・月刊QR（第3日曜日）（5:00 - 5:20）
- 朝の小鳥（5:20 - 5:25）
- 禅のこころ -曹洞宗-（5:25 - 5:35）
- 世の光いきいきタイム（5:35 - 5:50）
- 浄土宗の時間（5:35 - 5:50）
- 智一・美樹のラジオビッグバン（25:00 - 25:30）※
- ラジオ トータル・イクリプス（25:30 - 26:00）